# 魔鬼手記
《魔鬼手記》（英語：The Ninth Gate）是一套1999年的法國驚悚片，由羅曼·波蘭斯基執導，尊尼·特普等主演。電影改編自阿圖洛·貝雷茲-雷維特1993年的小說《大仲馬俱樂部》（El Club Dumas），描述一名珍版書經紀人受僱去鑒證一本17世紀魔鬼學書本之真偽，卻從而遇上一連串奇異事件的故事。

## 演員
- 尊尼·特普 飾 Dean Corso
- 法蘭·朗基拿 飾 Boris Balkan
- 莉娜·奧琳（英语：Lena Olin） 飾 Liana Telfer
- 艾曼紐·絲娜 飾 女孩
- Barbara Jefford 飾 Frida Kessler女爵
- Jack Taylor 飾 Victor Fargas
- José López Rodero 飾 Pablo Ceniza及Pedro Ceniza，和第一及第二名技工
- Tony Amoni 飾 Liana的保鏢
- James Russo 飾 Bernie

## 外部連結
- 互联网电影数据库（IMDb）上《魔鬼手記》的资料（英文）
- AllMovie上《魔鬼手記》的资料（英文）
- 爛番茄上《魔鬼手記》的資料（英文）
- Metacritic上《魔鬼手記》的資料（英文）
- Box Office Mojo上《魔鬼手記》的資料（英文）
- Texts, engravings and formatting of the book （页面存档备份，存于）
- "Satanic Verses" （页面存档备份，存于） article from American Cinematographer magazine